# NGC 4858
NGC 4858 is een balkspiraalstelsel in het sterrenbeeld Hoofdhaar. Het hemelobject werd op 21 april 1865 ontdekt door de Duits-Deense astronoom Heinrich Louis d'Arrest.

## Synoniemen
- MCG 5-31-51
- ZWG 160.213
- DRCG 21-195
- IRAS 12566+2823
- PGC 44535